# 발암물질
발암 물질(發癌物質, 영어: carcinogen)은 암 발생에 직접적으로 원인이 되는 물질이나 세균, 바이러스를 뜻한다. 주로 인체에서 유전체나 세포대사에 손상을 주거나 다른 반응을 통해 암세포 발생을 유발한다. 인공물이나 합성물에만 발암 물질이 존재하는 것으로 오해하는 경우가 있으나, 자연 물질에서도 발암성을 띄는 물질은 쉽게 찾아 볼 수 있다. 예를 들어, 균류가 만드는 아플라톡신(Aflatoxin) B1은 곡식이나 땅콩에 존재한다. 또한, 생체내변화를 통해 발암성을 띄는 물질로 변화하는 물질 역시 발암물질로 규정한다. 그리고 친핵성인 DNA는 수용성 탄소 친전자성 물질을 붙이기 때문에 해당 물질은 발암 물질로 작용할 수 있다. 예를 들어, 몇몇의 알켄은 체내 효소에 의해 친전자성 에폭시드를 만들며 평생 DNA에 붙게된다.

발암성: 암을 만들 수 있는 능력 또는 경향.
일반적으로 중합체들은 발암물질 또는 돌연변이 유발원으로 알려져있지 않다.
그러나 남아있는 단량체나 첨가물들은 유전자 변형을 일으킬 수 있다.

## 방사선
종합환경대책보상 및 부담법(CERCLA, Comprehensive Environmental Response, Compensation and Liability Act)은 방사성핵종들이 발암 물질이라고 정의하였다. 방사선의 발암성은 방사선의 종류, 노출 또는 투과되는 정도에 따라 달라진다. 예를 들어 알파입자는 낮은 투과성을 보이며 체외에 존재할 경우 위험하지 않다. 그러나 흡입하거나 섭취하였을 경우에는 위험하다.
전자기 방사선의 모든 종류가 발암성을 가지지는 않는다. 전자기 스펙트럼에서 낮은 에너지 파장인 라디오파, 마이크로파, 적외선, 가시광선은 발암성이 없다. 많이 보고된 사례로 레이다 기술자들은 암의 위험에 지속적인 노출에 있다. 높은 에너지 파장인 자외선, x-ray, 감마선은 일정량 이상을 쬐면 암을 일으킬 수 있다.
높은 선량의 전리방사선은 선량에 비례해 암을 발생시키지만, 낮은 선량에 대해서는 4가지 모형이 대립한다. 저선량이 더 위해하다는 supralinear 모형, 저선량이라도 방사선의 선량에 비례해 위해성이 증가한다는 문턱없는 선형(Linear no-threshold: LNT)모형, 저선량에서는 위해성이 없다는 문턱값 있는 비선형 모형, 저선량에서는 오히려 이롭다는 호메시스모형 등이다.
다수의 과학자(약 70%)는 문턱값있는 비선형 모형을 지지하고 있으며, 소수(약 10%)만이 문턱없는 선형 모형을 지지하고 있다. Supralinear모형 혹은 호메시스 모형을 지지하는 과학자도 약 10%정도 된다.
과거에는 낮은 선량의 전리 방사선에 의해 손상된 DNA는 회복할 수 없다고 알고 있었으나 최신 연구에 따르면 전리방사선에 의해 손상된 DNA가 복구된다.

## 조리된 음식의 발암 물질
구운 고기와 같이 높은 온도에서 조리된 음식은 담배에서 발견되는 벤조피렌과 같은 발암 물질이 포함되어 있다. 숯불구이 또한 담배가 생산하는 것과 유사한 발암 물질을 만들어낸다. 뜨거운 팬에서 고기를 굽기전에 전자레인지로 2-3분 미리 조리 한다면 heterocyclic amine (HCA) 전구체를 제거할 수 있기 때문에 발암 물질의 형성을 최소화 할 수 있다.
Food Standard Agency는 동물성 발암물질로 알려진 acrylamide가 탄화수소음식을 튀기거나 과하게 열을 가할 때 생성된다고 보고하였다. 미국 FDA와 유럽에서는 이것의 잠재적인 위험을 계속해서 연구중에 있다.

## 생물학적 주기의 방해
"교대근무의 생물학적 주기 방해"가 발암성을 가질 수 있다고 세계 보건 기구가 보고하였다.(IARC Press release No. 180). 다수의 연구들은 밤교대근무와 유방암과의 연관성을 보고하였다. 빛의 노출에 의해 밤동안 만들어져야 할 호르몬인 멜라토닌 생산의 억제는 세포면역감시 정도를 낮추게 하여 암생성을 이끌게 한다. 멜라토닌은 또한 항산화작용을 하기에 이것이 만들어지지 않는다면 암발생의 확률을 높인다.

## 발암성의 기전
발암 물질은 유전자에 독성이 있는 것과 없는 것으로 구별된다. 유전적독성물질은 DNA에 붙어서 되돌릴 수 없는 유전적 손상이나 돌연변이를 일으킨다. 유전적독성물질은 N-nitroso-N-methylurea(NMU)와 같은 화학적물질 또는 자외선, 전리성 방사선과 같은 비화학적물질이 있다. 특정바이러스는 발암성물질과 같이 암을 일으킬 수 있다.
비유전적독성물질은 직접적으로 DNA에 영향을 주지는 않지만 다른방식으로 성장을 촉진한다. 이것은 호르몬이나 다른 유기 물질을 포함한다.

## 발암물질의 분류
| IARC     | GHS     | NTP                  | ACGIH  | EU     |
| -------- | ------- | -------------------- | ------ | ------ |
| Group 1  | Cat. 1A | Known                | A1     | Cat. 1 |
| Group 2A | Cat. 1B | Reasonably suspected | A2     | Cat. 2 |
| Group 2B | Cat. 1B | Reasonably suspected | A2     | Cat. 2 |
| Cat. 2   |         | A3                   | Cat. 3 |        |
| Cat. 2   | Group 3 | A3                   | Cat. 3 |        |
|          | A4      |                      |        |        |
| Group 4  | A5      |                      |        |        |

### 국제암연구기관
국제 암 연구 기관(International Agency for Research on Cancer, IARC)은 1965년에 세워진 국제기구로 세계 보건 기구와 국제 연합의 부속기관이다.
국제 암 연구 기관에서는 발암물질인지 문제되는 물질들에 대하여 다음과 같이 분류하여 발표하였다.
- 1군(Group 1): 확실히 사람에게 암을 일으키는 물질.
- 2A군(Group 2A): 사람에게 암을 일으키는 개연성이 있는 물질.
- 2B군(Group 2B): 사람에게 암을 일으키는 가능성이 있는 물질.
- Group 3: 사람에게 암을 일으키는 것이 분류가 되지 않은 물질.
- Group 4: 사람에게 암을 일으키지 않는 물질. (현재 해당 물질 없음)

## 발암 전구 물질
발암전구물질(procarcinogen)은 발암 물질의 전구체이다. 아질산염은 한 예로 음식으로 섭취된다. 이것 자체로는 발암물질이 아니지만 체내에서 발암물질인 니트로사민(nitrosamine)으로 바뀌게 된다.

## 일반적인 발암 물질

### 직업과 관련된 발암 물질
직업과 관련된 발암물질은 특정 직업군에게 노출된 위험이 있는 물질이다.
| 발암물질                                                                  | 암이 발생하는 곳, 종류                             | 노출원                                                                                            |
| ------------------------------------------------------------------------- | -------------------------------------------------- | ------------------------------------------------------------------------------------------------- |
| 비소와 그 화합물                                                          | - 폐 - 피부 - 혈관육종                             | - 제련 부산물 - 합금 - 반도체장치 - 의약품 - 제초제 - 살진균제 - 오염된 물을 마심                 |
| 석면                                                                      | - 폐암 - 석면증 - 위장관 - 흉막중피종 - 복막중피종 | 많이 퍼져있지는 않지만, - 건설 - 지붕 종이 - 바닥 타일 - 내화성제 직물                            |
| 벤젠                                                                      | - 백혈병 - 호지킨 림프종                           | - 등 연료 - 용매, 훈증제 - 인쇄 - 석판인쇄 - 페인트 - 고무 - 드라이 클리닝 - 접착제 - 코팅 - 세제 |
| 베릴륨과 그 화합물                                                        | - 폐                                               | - 미사일 연료 - 경량 합금 - 우주산업 - 원자로                                                     |
| 카드뮴과 그 화합물                                                        | - 전립선암                                         | - 노란색소 - 인 - 납땜 - 배터리 - 금속 페인트, 코팅                                               |
| 6가크롬화합물                                                             | - 폐                                               | - 페인트 - 색소 - 방부제                                                                          |
| 디젤배기가스                                                              | - 폐 - 방광암                                      | - 내연기관의 배기가스                                                                             |
| 에틸렌옥사이드                                                            | - 백혈병                                           | - 과일과 견과류의 숙성료 - 로켓 압축가스 - 음식과 직물의 훈증약 - 병원기구의 멸균제               |
| 니켈                                                                      | - 코 - 폐                                          | - 니켈 도금 - 철합금 - 세라믹 - 배터리 - 강철용접 부산물                                          |
| 라돈과 그것의 부식물                                                      | - 폐                                               | - 우라늄 부식물 - 채석장, 탄광 - 지하실, 통풍이 잘 안되는 곳                                      |
| 염화 비닐                                                                 | - 혈관육종 - 간암                                  | - 냉매 - 폴리염화비닐의 생산 - 플라스틱 접착제                                                    |
| 교대근무 관련 생체리듬 방해                                               | - 유방암                                           |                                                                                                   |
| 간접흡연                                                                  | - 폐                                               |                                                                                                   |
| Radium-226, Radium-224, Plutonium-238, Plutonium-239 그리고 다른 알파입자 | - 뼈암 - 간암                                      | - 핵연료 과정 - 라듐 다이얼 제조                                                                  |
| 명기 되지 않은 출처들:                                                    |                                                    |                                                                                                   |

### 그 외
- 가솔린 (방향족 포함)
- 납과 그 화합물
- 알킬화 항신생물질 (예, mechlorethamine)
- 다른 알킬화물질 (예, dimethyl sulfate)
- 자외선
- 알코올 (머리와 목의 암을 일으킴)
- 전리방사선 (X-rays, 감마선, 등)
- 바이러스
- 세균

## 같이 보기
- 피폭
- 암세포
- 방사선종양학과
- 발암보조물질